# Karl von Blarer
Karl von Blarer (* 7. August 1885 in Duggingen; † 29. November 1978 in Aesch, heimatberechtigt in Aesch) war ein Schweizer Politiker (CVP).

## Leben

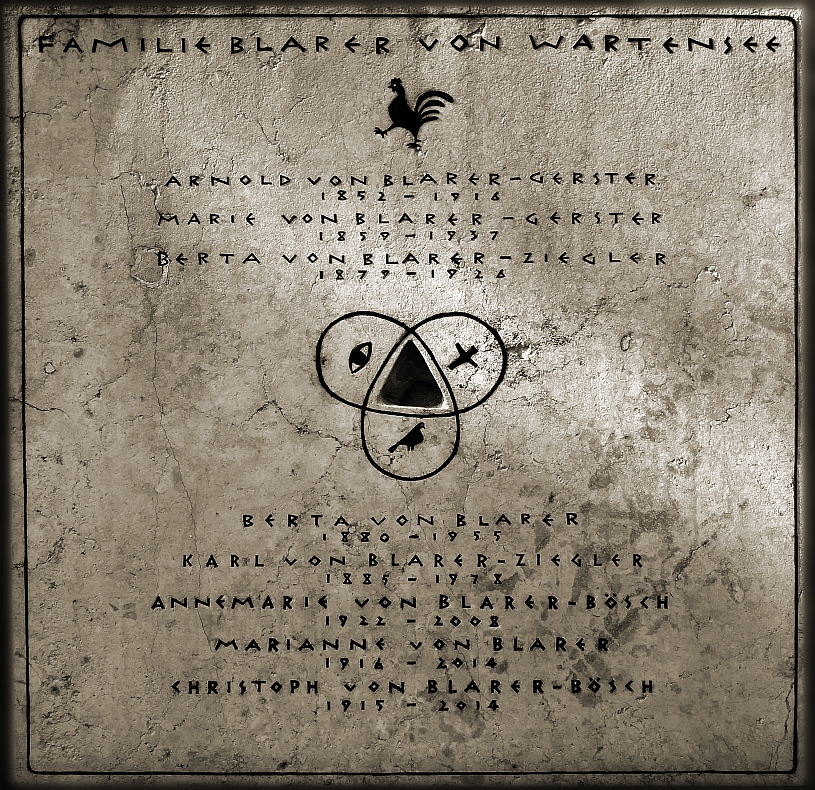
Familiengrab, Blarer von Wartensee auf dem Friedhof von Aesch (BL)

Karl von Blarer, Mitglied der Römisch-katholischen Kirche, wurde am 7. August 1885 als Sohn des Arnold von Blarer und der Marie, geborene Gerster in Duggingen geboren. Von Blarer, der die Mittelschulen in Stans und Schwyz absolvierte, belegte anschliessend das Studium der Rechte in Freiburg und Basel, wo er 1909 zum Dr. iur. promovierte. Danach trat er als Rechtsanwalt in das Advokaturbüro seines Onkels Dr. Ernst Feigenwinter in Basel ein und führte es nach dessen Tod im Jahr 1919 weiter. In den Jahren 1953 bis 1969 präsidierte er die Katholische Landeskirche.
Karl von Blarer, der 1911 Bertha, geborene Ziegler, heiratete, verstarb am 29. November 1978 im Alter von 93 Jahren in Aesch.

## Politik
Karl von Blarer fungierte als Mitbegründer sowie von 1913 bis 1917 als erster Präsident der Katholischen Volkspartei Baselland. Auf kantonspolitischer Ebene war von Blarer über 50 Jahre, nämlich von 1911 bis 1962 im Baselbieter Landrat vertreten. Daneben sass er während der 1920er Jahre im Gemeinderat von Aesch sowie von 1928 bis 1931 im Nationalrat. Karl von Blarer prägte die Revision der Kirchengesetzgebung massgeblich und war im Ratsplenum wegen seiner Zwischenrufe gefürchtet. Zudem trat er in den drei Verfassungsräten zur Wiedervereinigung beider Basel entschieden für die Beibehaltung der beiden selbständigen Halbkantone ein.